# Darien II (schip, 1892)

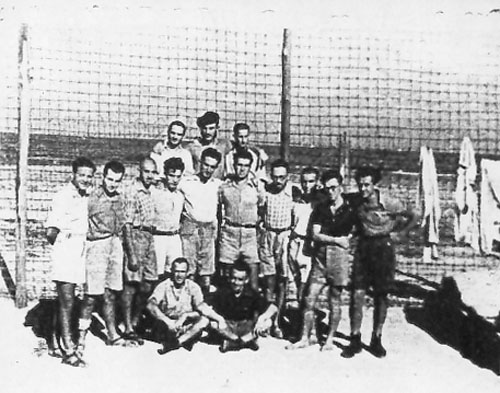
Gevangengenomen opvarenden van de Darien II in het interneringskamp Mazra

De Darien II was een in 1892 gebouwd bergingsvaartuig. In 1941 deed het onder de Panamese vlag dienst in de Aliyah Bet, de illegale immigratie van Joden naar het Mandaatgebied Palestina.

## Geschiedenis
In mei 1940 kocht Moshe Agami van de Mossad Le'Aliyah Bet de Sofia S. Het schip werd omgedoopt in de Darien II en zou vluchtelingen op moeten pikken die waren gestrand in Kladovo te Joegoslavië. Na de Italiaanse invasie van Frankrijk op 10 juni werd het gevaarlijk om de Middellandse Zee over te steken en de Jewish Agency sloot een overeenkomst met de Britse regering om het schip aan hen over te dragen. Op dat moment had het al ruim 300 vluchtelingen aan boord, die in het Roemeense Constanța waren ingescheept. De agenten aan boord van het schip weigerde het uit handen te geven en lieten de reis naar Palestina voortzetten. Het schip vertrok op 17 februari 1941 uit Constanța en kwam de volgende dag aan in de Bulgaarse havenstad Varna. Hier werden nog eens ruim 300 Joodse vluchtelingen ingescheept, waaronder 70 overlevenden van de gezonken Salvador.
Op 28 februari 1941 vertrok de Darien II met 728 vluchtelingen aan boord. Op 19 maart arriveerde het schip in Haifa, waar het werd onderschept door de Royal Navy. De vluchtelingen werden tijdelijk ondergebracht in het interneringskamp Mazra te Akko. De Britten wilden hen overplaatsen in een interneringskamp in Mauritius, maar hadden geen deportatieschip beschikbaar. De Joodse vluchtelingen werden derhalve ondergebracht in het interneringskamp Atlit ten zuiden van Haifa. Na het zinken van de Stroema op 24 februari 1942 werden zij door de Britten vrijgelaten.